# José Machado Duarte Junior
José Machado Duarte Junior (* 1. Juni 1880 in Angra do Heroísmo, Portugal; † 7. November 1945 in Lissabon, Portugal) war ein portugiesischer Offizier und Kolonialverwalter.

## Werdegang
Duarte trat am 11. Juni 1896 in die Armee ein. Am 15. November 1904 wurde er zum Unterleutnant (Alferes) befördert.
Am  28. September 1917 endete die Amtszeit des regulären Gouverneurs der Kolonie Portugiesisch-Timor Filomeno da Câmara de Melo Cabral. Für ihn übernahm César Augusto Rocha Abreu als von der Regierung beauftragter Gouverneur (portugiesisch encarregado do governo). Doch aufgrund der politischen Umwälzungen im Mutterland musste er sein Amt wieder abgeben. Duarte, nun im Rang eines Hauptmanns, ersetzte ihn am 29. Oktober als Interimsgouverneur (portugiesisch Governador internio), bis der neue beauftragte Gouverneur Luís Augusto de Oliveira Franco ihn wiederum am 18. März 1918 ablöste.
Am 4. Januar 1937 wurde Duarte nur „unter Vorbehalt“ zum Oberst befördert, da er von der Junta Hospitalar de Inspeção für den aktiven Dienst als nicht tauglich bewertet worden war.